# EBRC Jaguar
EBRC Jaguar (фр. Engin Blindé de Reconnaissance et de Combat Jaguar — бронированная разведывательно-боевая машина «Ягуар») — французская боевая разведывательная машина, которая по проекту «Скорпион» заменяет в Вооружённых силах Франции боевые бронированные машины разведки и огневой поддержки AMX-10RC и ERC 90 Sagaie, а также противотанковую VAB Mephisto.

## История
Согласно «Белой книге обороны» французской армии, начиная с 2020 года планировался вывод из эксплуатации бронемашин AMX-10RC и ERC Sagaie и замена их новой бронированной разведывательной машиной в количестве до 250 единиц. Для разработки и производства новой модели был сформирован консорциум компаний Nexter, Thales и Renault Trucks Defense. Этот же консорциум строит многоцелевую бронированную машину VBMR Griffon для французской армии, которая на 70 % состоит из тех же компонентов, что и EBRC Jaguar.
6 декабря 2014 года министр обороны Франции Жан-Ив Ле Дриан объявил, что поставки начнутся в 2020 году, а первая партия из 20 «Ягуаров» и 319 «Грифонов» была заказана в апреле 2017 года. 24 сентября 2020 года была одобрена передача 271 «Ягуара» и 42 «Грифонов». Всего французская армия планирует закупить 1872 «Грифона» и 300 «Ягуаров».
Консорциум, строящий «Грифон» и «Ягуар», по контракту обязан удерживать цену ниже 1 миллиона евро за единицу.

### Бельгия
22 июня 2017 года кабинет министров Бельгии утвердил план покупки 60 единиц «Ягуаров» и 417 «Грифонов» на сумму 1,1 миллиарда евро. Эти бронемашины заменят бронетранспортеры бельгийской армии Piranha IIIC, разведывательные машины Pandur I и Dingo 2. Сделка включает запасные части и защищенное коммуникационное оборудование, поставки планируется начать в 2025 году.

## Конструкция и вооружение
Бронеавтомобили EBRC Jaguar основаны на шасси коммерческого вездехода 6×6 и используют стандартные двигатели для коммерческих грузовиков. Двигатели были адаптированы для использования более широкого диапазона топлива. «Ягуар» имеет систему избыточного давления в бронированном десантном отделении для защиты от химических, биологических и радиационных угроз. Для эксплуатации в жарком климате машина оборудована кондиционером.
Машина имеет бронезащиту STANAG 4569 уровня 4, что обеспечивает защиту от бронебойных патронов калибра 14,5×114 мм, осколков 155-мм артиллерийских снарядов и взрывов мин. Электронная защита включает в себя устройство активных помех Thales Group Barage для противодействия самодельным взрывным устройствам, два комплекта системы оповещения о ракетной атаке Antares, систему активной блокировки TDA Armements, и установленный на крыше локатор выстрелов Metravib Pilar V.
Основным оружием «Ягуара», установленным в двухместной башне, является пушка компании «CTA International» CTAS40, стреляющая 40-мм телескопическими боеприпасами со скорострельностью 200 выстрелов в минуту и максимальной эффективной дальностью стрельбы 1500 метров. Также «Ягуар» оснащён двумя противотанковыми управляемыми ракетами Akeron MP, которые установлены в башне в выдвигающейся пусковой установке; ещё две ракеты, готовые к перезарядке, находятся внутри корпуса. Бронеавтомобиль также несёт дистанционно управляемый 7,62-мм пулемёт, установленный на верхней части башни, и четырнадцать дымовых гранат. «Ягуар» имеет угол возвышения пушки до 45°, что позволяет вести огонь по воздушным целям.

## Галерея

EBRC Jaguar
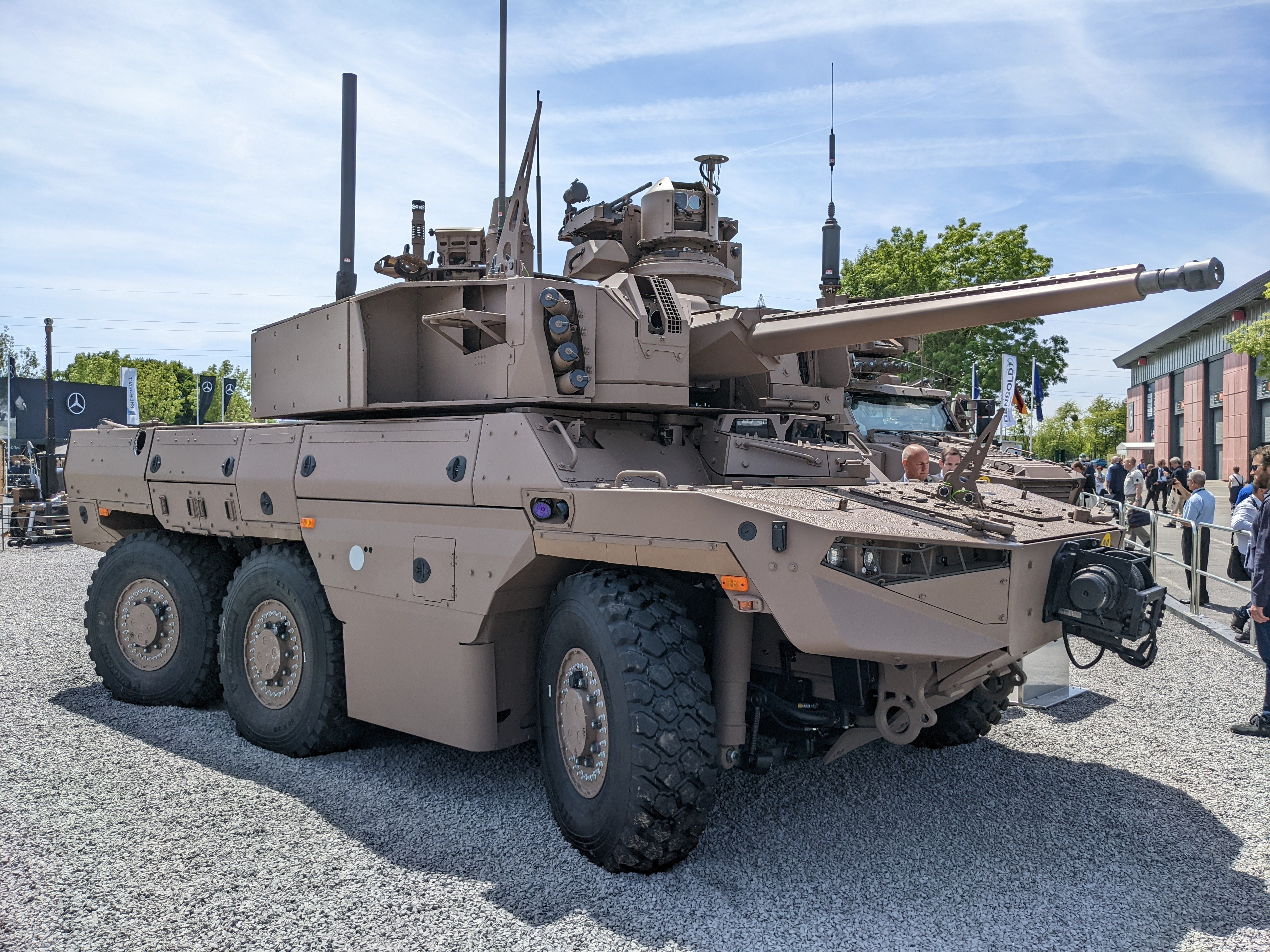
Вид справа
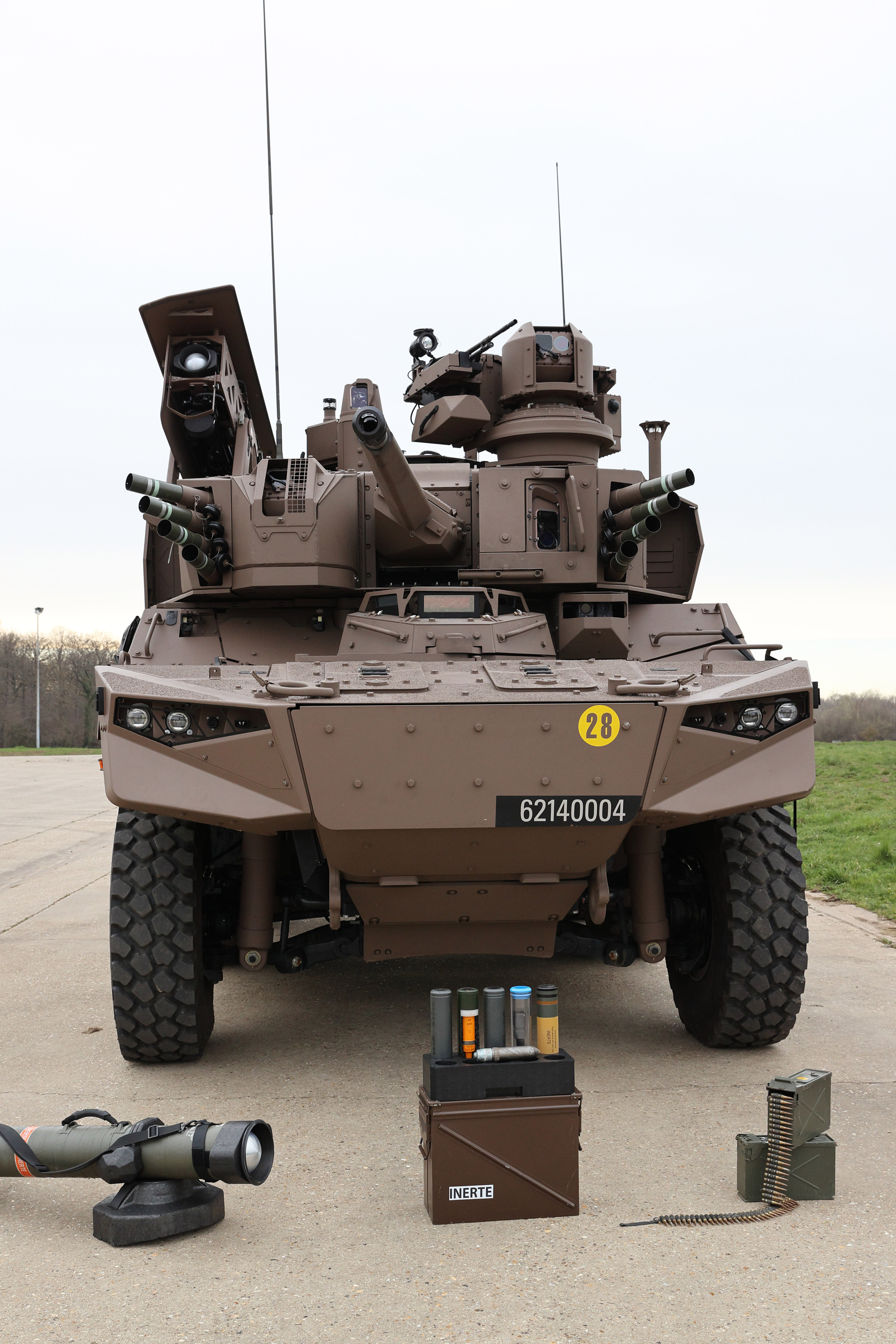
Вид спереди
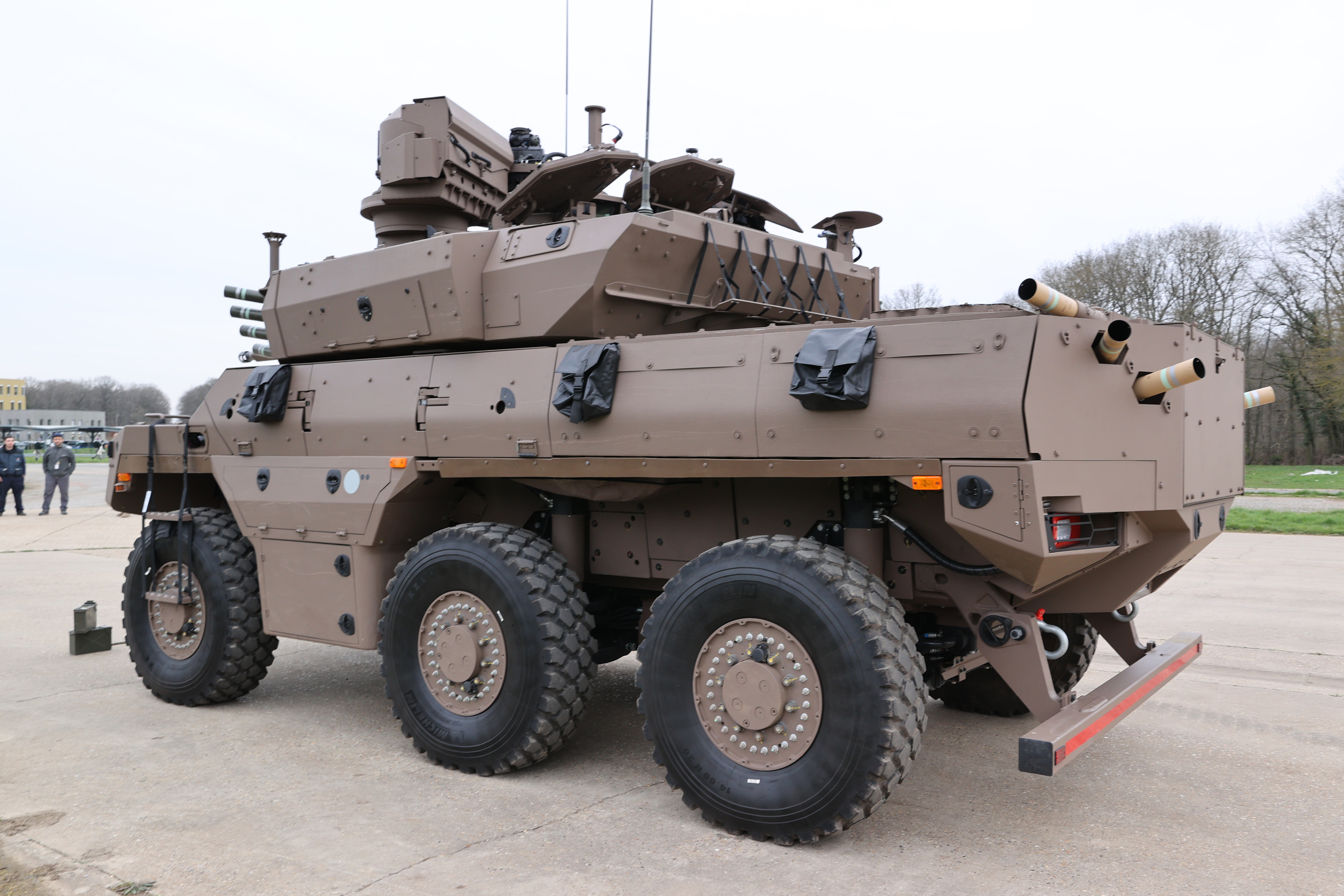
Вид слева
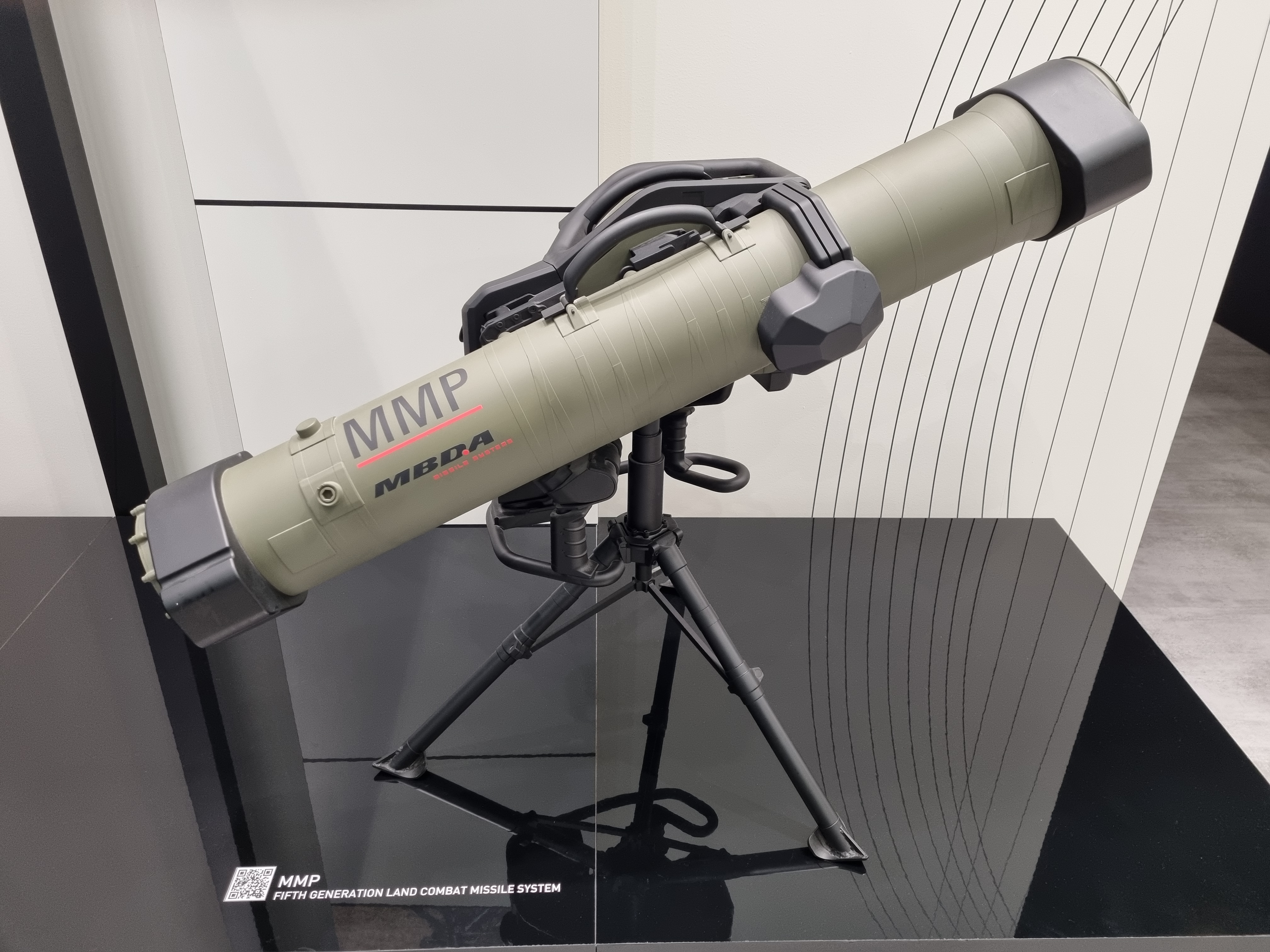
Противотанковая управляемая ракета «Akeron MP»
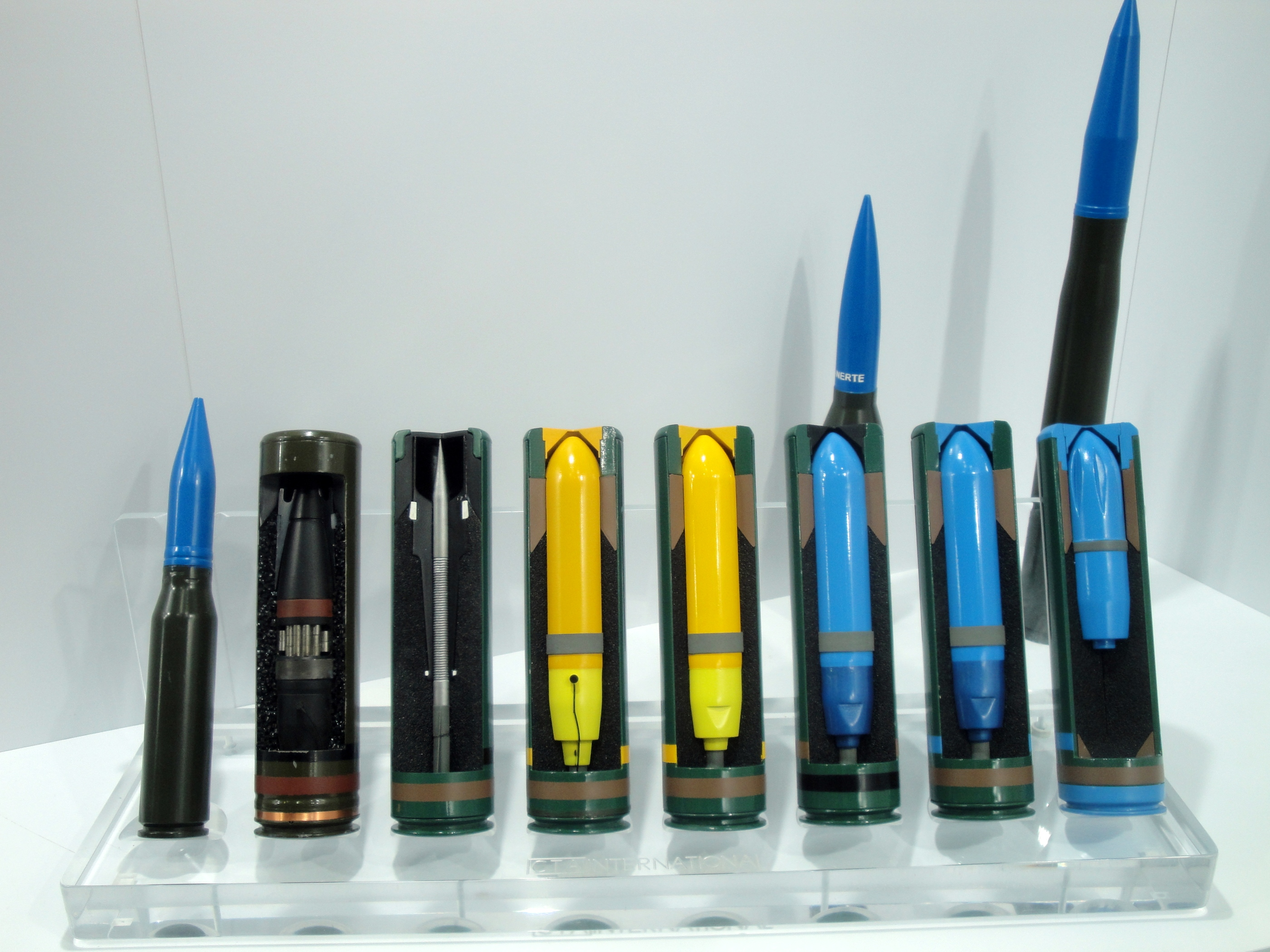
Номенклатура телескопических боеприпасов[англ.] к 40-мм пушке «CTAS40»[англ.]

## На вооружении
- Франция — 62 EBRC Jaguar, 587 VMBR Griffon, 11 VOA Griffon, 189 VBMR-L Serval по состоянию на 2024 год[15].